# Гал, Золтан
Золтан Гал (венг. Gál Zoltán; род. 10 декабря 1940, Будапешт) — венгерский политик.
Его сын Золтан Й. Гал, был представителем правительства Венгерской социалистической партии.